# 福井県道247号南条停車場線
福井県道247号南条停車場線（ふくいけんどう247ごう なんじょうていしゃじょうせん）は福井県南条郡南越前町内の国道と駅を結ぶ一般県道である。

## 路線概要
国道と南条駅を結ぶ役割を担う県道である。南条駅のすぐ前には国道365号の現道が走っており、市道によって結ばれている。そのため、わざわざ遠くを走る国道305号と駅を結ぶこの県道247号は全く意味が無く、かつてこのルートが国道365号の旧道にあたる福井・滋賀県道武生木ノ本線として指定された名残がそのまま残されている県道であり、北国街道の一部でもある。

### 路線データ
- 起点：福井県南条郡南越前町南条
- 終点：同町鯖波

## 道路状況
全線狭路であり、場所によっては普通車同士でも離合困難な箇所がある。民家すれすれのルーティングで、上記した市道を使わずこちらを使う理由は皆無といってよいだろう。当然、地域住民の利用はあり、停車場線としての役割は果たしていないが生活道路としての役割は果たしているので交通量は意外と多い。以上のような理由から迷い込んでしまうと非常に厄介な県道といえ、南条駅利用の際は十分に注意が必要な県道である。

## 接続道路
- 国道305号

## 沿線
- ハピラインふくい線 南条駅